# شهرستان حفاش
ناحیهٔ حفاش (به عربی: مدیریة حفاش) یک ناحیه در یمن است که در استان محویت واقع شده‌است.
ناحیهٔ حفاش ۳۷٬۸۸۴ نفر جمعیت دارد.